# Кафе «Титаник»
«Кафе „Титаник“» (сербохорв. Bife “Titanik”) — югославский художественный телефильм 1979 года. Сценарий основан на одноименном рассказе сербского писателя, лауреата Нобелевской премии Иво Андрича.

## Сюжет
Живущие в Сараево в предвоенные[уточнить] годы Степан и Менто ведут забавную жизнь. Степан содержит фотоателье, он с бедной юности хочет возвыситься в глазах окружающих (об это мечтали его родители), например, мнит себя великим скрипачом, что, наоборот, делает его посмешищем в глазах соседей. Еврей Менто владеет кафе «Титаник», которое с одноимённым кораблём связано лишь картиной на стене заведения, его посещают любители выпивки и азартных игр. А еврейская община считает Менто опустившимся человеком.
Судьба героев меняется с приходом в город в 1941 году гитлеровской армии: Степан примыкает к усташам, а Менто осознаёт приход «Чёрной пятницы для евреев».

## В ролях
- Богдан Диклич — Степан
- Боро Степанович — Менто
- Нада Джуревска — Агата
- Заим Музаферия — Наил
- Анте Вицан — Августин
- Зиях Соколович — Зике
- Раде Маркович — рассказчик

## Съёмочная группа
- Режиссёр — Эмир Кустурица
- Авторы сценария — Иво Андрич, Ян Беран, Эмир Кустурица
- Композитор — Зоран Симьянович
- Оператор — Вилько Филач

## Награды
- 1981 — «Лучший фильм» на Фестивале телефильмов в Портороже